# Loipersdorf (Gemeinde Gerersdorf)
Loipersdorf ist eine Ortschaft und eine Katastralgemeinde in der Gemeinde Gerersdorf in Niederösterreich. Die Ortschaft hat 39 Einwohner (Stand 1. Jänner 2024).

## Geografie
Das Dorf liegt südlich von Gerersdorf in den Niederungen der Pielach.

## Geschichte
Die Ortskapelle wurde 1876 von Josef Kraushofer errichtet und 1948 von Karl Kraushofer neu aufgebaut. Laut Adressbuch von Österreich waren im Jahr 1938 in Loipersdorf eine Mühle und zwei Landwirte mit Direktvertrieb ansässig.